# Christian Kampmann
 Der er flere personer med dette navn, se Christian Kampmann (arkitekt).
Christian Peter Georg Kampmann (24. juli 1939 i Hellerup – 12. september 1988 på Læsø) var dansk journalist, manuskriptforfatter og forfatter.

Kampmanns samtidsromaner skildrer middel- og overklassemiljøer i efterkrigstiden og frem til 1980'erne med psykologisk realisme, hvor en letflydende og sikker stil men med stærk forenklet sætningsopbygning og et overskueligt ordforråd, der ikke støder læseren, og gennemgående savner dén sproglige eller "lyriske" vidtløftighed, som kan findes hos den otte år ældre Klaus Rifbjerg - eller som piblede frem i den store naturalistiske romanforfatter i dansk litteratur fra forrige århundredeskifte, Henrik Pontoppidan, Kampmanns store forbillede, også i sociologisk forstand. 
Kampmanns berømmelse som romanforfatter nåede et højdepunkt med tetralogien om familien Gregersen, en serie, der kom på bestsellerlisten med over 120.000 solgte eksemplarer: Visse hensyn (1973), Faste forhold (1974), Rene linjer (1975) og Andre måder (også fra 1975). omhandler på en tidstypisk måde (1970'erne) personer, der har svært ved at finde sig til rette imellem tidens konventioner (der er i opbrud) og personernes egne følelser, fx homoseksualitet og (fraværet af) rollemodeller.
Den populære og opsigtsvækkende TV-serie Alle elsker Debbie (1988), som Kampmann skrev manuskript til, ligger tematisk i forlængelse heraf: den generte og komplekse 2G'er Debbie udsættes for en manipulerende kvindelige gymnasielærer, der føler sig kaldet til at tilbyde Debbie et alternativ til elevens dysfunktionelle familieforhold. Debbie er på sporet af en identitet (og kønsidentitet).
Christian Kampmann var for sit eget vedkommende biseksuel og i mange år gift med Therese Herman Koppel, med hvem han fik to børn. I 1988 blev han myrdet i sit sommerhus på Læsø af sin forfatterkollega og mandlige samlever gennem tretten år.  Christian Kampmann ligger begravet på Solbjerg Parkkirkegård.

## Bøger
- Blandt venner (1962), novellesamling
- Al den snak om lykke (1963), debutroman
- Ly (1965), novellesamling
- Sammen (1967), roman
- Uden navn (1969), spændingsroman
- Nærved og næsten (1969), roman
- Vi elsker mere (1970), novellesamling
- Pinde til en skønskrivers ligkiste (1971)
- En tid alene (1972), roman
- Familien Gregersen-sagaen:
  - Visse hensyn (1973)
  - Faste forhold (1974)
  - Rene linjer (forår 1975)
  - Andre måder (efterår 1975)
- Fornemmelser, romantrilogi:
  - Fornemmelser (1977)
  - Videre trods alt (1979)
  - I glimt (1980)
- Skilles og mødes (1992), roman udgivet posthumt

## TV-manuskripter
- Den anden (1972) (instrueret af Henrik Bering Liisberg)
- Alle elsker Debbie (1988) (mini-TV-serie instrueret af Peter Eszterhás)

## Priser og legater
- 3-årigt stipendium fra Statens Kunstfond, 1967
- Jeanne og Henri Nathansens Fødselsdagslegat, 1968
- Kritikerprisen, 1972
- De Gyldne Laurbær, 1973
- Jeanne og Henri Nathansens Mindelegat, 1978